# نيكولاي سينيبريوخف
نيكولاي بيتروفيتش سينيبريوخف (بالروسية: Николай Петрович Синебрюхов) (بالسويدية: Nikolaj) (بالفنلندية: Nikolai Petrovitš Sinebrychoff) (1788 — 11 يناير 1848) تاجر روسي ومستشار تجاري ومؤسس ومالك شركة البيرة الفنلندية سينيبريوخف.

## حياته
ولد عام 1788 في غافريلوف بوساد في مقاطعة فلاديمير في عائلة التاجر بيتر فاسيليفيتش سينبريوخوف. بعد وفاة والده واستلام نيكولاي لإرث والده، تم تسجيله كتاجر في النقابة الثالثة لجافريلوفسكي بوساد وانتقل مع إخوته إلى دوقية فنلندا الكبرى.
في 13 أكتوبر 1819، أسس مصنع سينيبريوخف للجعة في هلسنكي.
في عام 1835 أنشأ حديقة في هلسنكي (تحمل اسمه حتى الآن) ، وفي عام 1842 أكمل بناء قصر على الطراز الإمبراطوري في بوليفارد 40، وكان المبنى يضم كلاً من أماكن المعيشة ومكتب شركة التخمير. نظرًا لغياب الورثة المباشرين، انتقل القصر وشركة التخمير إلى الأخ الأصغر بافيل سينيبريوخف، وفي عام 1921 تم تحويل القصر الذي يحتوي على مجموعة من اللوحات إلى متحف سينيبروخفللفنون.
توفي في 11 يناير 1848 في هلسنكي ودفن في المقبرة الأرثوذكسية في منطقة لابينلاهتي.

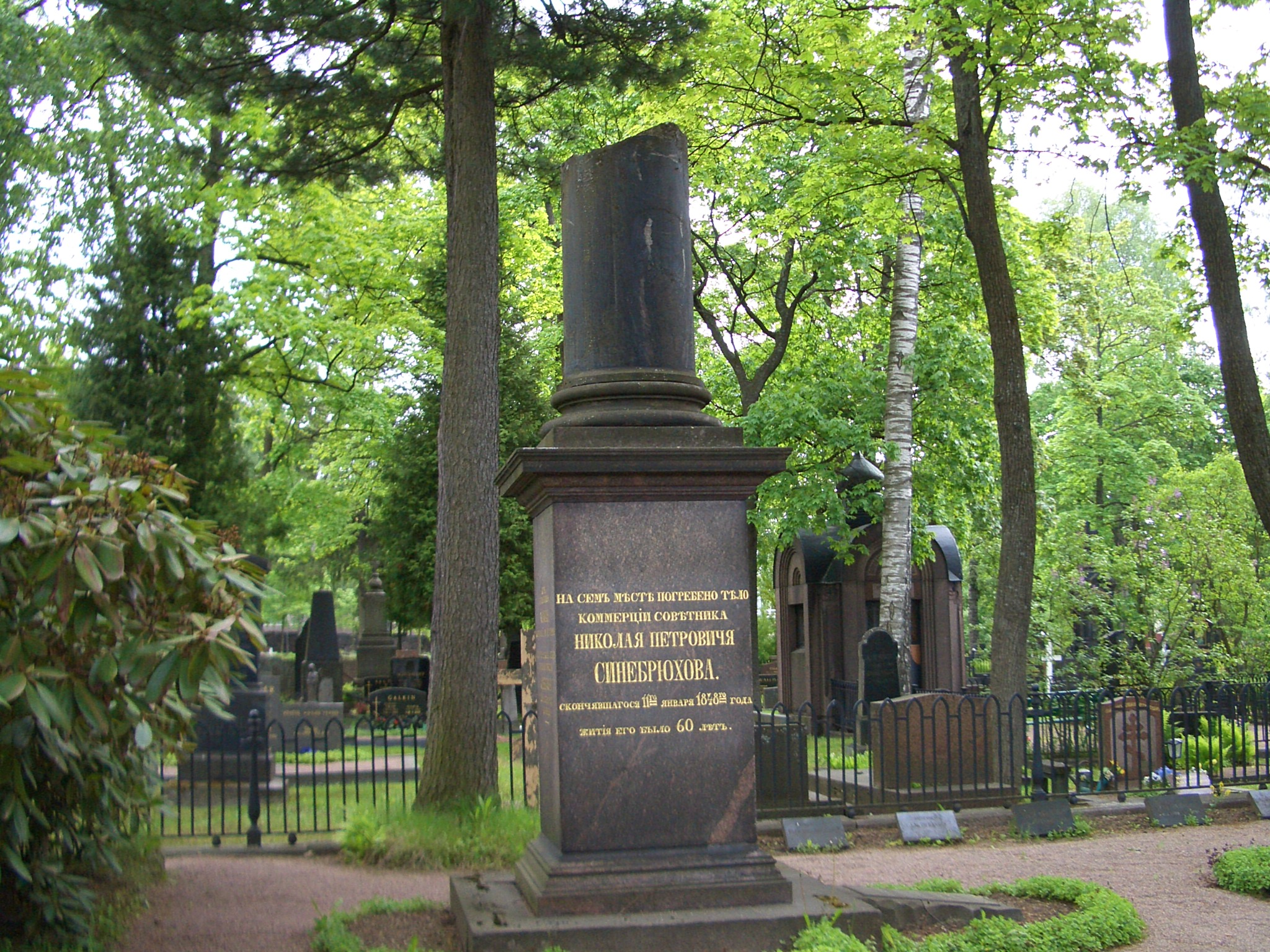
قبر نيكولاي في المقبرة الأرثوذكسية في هلسنكي

## عائلته
- الأب: بيتر إيفانوفيتش سينيبريوخف (1750 — 1805)، تاجر روسي من غافريلوف بوساد.
- الأخ: بافل بيتروفيتش سينيبريوخف (1799 — 1883)، صانع بيرة روسي، المالك الثاني لشركة سينيبريوخف.
  - ابن الأخ: بافل بافلوفيتش سينيبريوخف (1859 — 1917)، صانع بيرة روسي، مؤسس متحف سينيبريوخف.
- الأخ: إيفان بيتروفيتش سينيبريوخف (1787—1871)، مواطن فخري وراثي،[ملاحظة 1] تاجر، مقاول مستقل.